# Bruno Segre
Bruno Segre (Torino, 4 settembre 1918 – Torino, 27 gennaio 2024) è stato un avvocato, giornalista e partigiano italiano.

## Biografia
Nasce a Torino, dove frequenta l'Università dal 1937 al 1940, allievo di Luigi Einaudi. Si laurea in legge con una tesi dedicata a Benjamin Constant, fondatore del liberalismo. A causa delle leggi razziali, in quanto figlio di un ebreo, non gli fu permesso esercitare la professione di avvocato. In quegli anni si guadagna da vivere dando lezioni private, compilando tesi di laurea e collaborando, con lo pseudonimo Sicor a settimanali di novelle, alla rivista L'Idea Naturista e a L'Igiene e la Vita, quest'ultima soppressa proprio in seguito a un suo articolo antirazzista.
Il 21 dicembre 1942 viene arrestato per disfattismo politico e trascorre oltre tre mesi in carcere, mentre suo padre viene internato in Abruzzo. Dal 1943 comincia un'esistenza clandestina con la propria famiglia in un paesino del cuneese tra Busca, Caraglio e Dronero.
Nel settembre 1944, a Torino, Segre tenta di sfuggire all'arresto da parte della Guardia Nazionale Repubblicana. Ne nasce una sparatoria dalla quale si salva grazie al portasigarette di metallo che portava nella giacca, che ferma la corsa di un proiettile. Viene tuttavia catturato e rinchiuso nella caserma di via Asti e poi trasferito nelle carceri giudiziarie Le Nuove, da dove fortunosamente riesce a uscire qualche tempo dopo, corrompendo un funzionario dell'U.P.I. Nell'estate del 1946 scriverà un memoriale dedicato alle vicende di questa esperienza di prigionia, Quelli di via Asti, che pubblicherà solo nel 2013.
Entra a far parte della Resistenza armata arruolandosi nella 1ª divisione alpina "Giustizia e Libertà" a Pradleves (Val Grana) e prende parte alla liberazione di Caraglio.
Lavora poi come cronista al quotidiano liberale "L'Opinione", che sostituiva al tempo "La Stampa" ed era diretto da Franco Antonicelli e Giulio De Benedetti. È in questo ambiente che conosce Alcide De Gasperi, Ferruccio Parri, Gaetano Salvemini, Piero Calamandrei, Leo Valiani, Giuliano Vassalli e numerosi altri personaggi del mondo della cultura e della politica.
Dopo la chiusura de "L'Opinione", nel 1947 è redattore del quotidiano socialdemocratico "Mondo Nuovo", diretto da Corrado Bonfantini. Cessate le pubblicazioni di questo giornale nel 1948, riprende la pratica legale. Supera l'esame di procuratore, pur continuando la collaborazione a "Paese Sera", "Il Corriere di Trieste", "Corriere di Sicilia" e altri giornali.
Negli anni '70, durante la sua campagna di stampa a favore del divorzio, noleggia un piccolo aereo da turismo dal quale vengono lanciati 50.000 manifestini su Torino con questo testo: ”Il divorzio non viene dal cielo, ma dalla legge dell'on. Fortuna".
Dal 1958 al 1968 è consigliere degli Ospedali Psichiatrici di Torino, Collegno, Grugliasco, poi consigliere dell'Ordine regionale Piemonte-Valle d'Aosta dei giornalisti e consigliere nazionale della Federazione Nazionale Stampa Italiana.
Dal 1975 al 1980 è capogruppo del Partito Socialista Italiano nel Consiglio Comunale di Torino, ma esce dal Psi all'epoca di Bettino Craxi; dal 1980 al 1990 è presidente effettivo dell'Istituto Bancario San Paolo di Torino e consigliere di varie società partecipate dall'Istituto.
Nel settembre 2018 ha festeggiato i 100 anni.
È stato presidente della Federazione provinciale torinese dell'Associazione Nazionale Perseguitati Politici Italiani Antifascisti (ANPPIA), presidente onorario della Associazione Nazionale del Libero Pensiero "Giordano Bruno” (del cui organo ufficiale, Libero pensiero, è stato per anni direttore) e presidente onorario della Consulta torinese per la laicità delle Istituzioni. È stato anche vicepresidente della Società per la Cremazione di Torino (SOCREM), dopo essere stato per 40 anni presidente della Federazione Italiana delle SOCREM, fondatore e direttore della rivista "L'ara".
È stato insignito della cittadinanza onoraria dei Comuni di Bollengo, Sarzana, Pradleves e Giaveno.
Ha inaugurato a Dronero una lapide alla memoria del comandante partigiano e illustre giornalista Giorgio Bocca e sullo scalone dell'Università di Torino una lapide alla memoria del prof. Gioele Solari, docente di filosofia del diritto.
Morì il 27 gennaio 2024 a 105 anni, nel Giorno della Memoria.     
Fu un massone del Grande Oriente d'Italia che trasse ispirazione da Benjamin Constant, massone e fondatore del liberalismo.

### Le battaglie politiche e legali
Il 31 agosto 1949 Segre difese il primo obiettore di coscienza in Italia, Pietro Pinna, dinnanzi al Tribunale militare di Torino. Fu un giudizio clamoroso (testimoni Umberto Calosso e Aldo Capitini). Fino al 1972, anno in cui l'obiezione di coscienza fu riconosciuta dalla legge, Bruno Segre sostenne innumerevoli casi di obiettori, difendendo i giovani imputati innanzi ai tribunali militari di tutta Italia, impegnandosi anche con partecipazioni a conferenze, tavole rotonde, radio interviste, con la redazione di progetti di legge e con articoli giornalistici.
Un'importante battaglia politico-legale è stata anche quella per il divorzio, insieme all'on. Loris Fortuna. Condotta nelle strade, nei teatri, nei dibattiti sui giornali, con iniziative talora clamorose, come ad esempio quella organizzata assieme alla LID (Lega Italiana Divorzio) durante la quale avvenne il lancio di volantini dai palchi del Teatro Carignano di Torino durante un comizio antidivorzista presieduto dal democristiano Giuseppe Grosso.

### Il mensile "L'incontro"
Nel 1949 esce il primo numero de "L'incontro", un mensile indipendente contro l'intolleranza religiosa e il razzismo. Il giornale assume quello che sarà sempre il suo formato (su 9 colonne) e veste tipografica (la testata in rosso) con il numero di gennaio 1951. Svilupperà soprattutto le tematiche della pace, dei diritti civili e del laicismo, esordendo con la difesa di Pietro Pinna, battendosi poi per il riconoscimento del servizio civile, per il divorzio e per la laicità della scuola, combattendo contro i privilegi della Chiesa e del Concordato.
Il mensile, sempre diretto da Segre, chiuderà dopo 70 anni: l'ultimo numero porta la data di dicembre 2018.